# Верушов
Верушов или Веру̀шув (на полски: Wieruszów) е град в Централна Полша, Лодзко войводство. Административен център е на Верушовски окръг, както и на градско-селската Верушовска община. Заема площ от 5,97 км2.